# Pickett megye
Pickett megye az Amerikai Egyesült Államokban, azon belül Tennessee államban található. Megyeszékhelye és legnagyobb városa Byrdstown. Lakosainak száma 5001 fő (2020. április 1.). Pickett megye Wayne, Overton, Fentress, Scott, Clinton és Clay megyékkel határos.

## Népesség
A megye népességének változása:
| Lakosok száma | 5067 | 5134 | 5081 | 5090 | 5146 | 5001 |
|               | 2010 | 2011 | 2012 | 2013 | 2015 | 2020 |